# Super Bomberman R
Super Bomberman R est un jeu vidéo d'action développé par Konami et HexaDrive. Il est sorti le 3 mars 2017 sur Nintendo Switch à l'occasion du lancement de la console. Il s'agit du premier jeu de la série Bomberman depuis la dissolution du studio d'origine Hudson Soft. Le jeu a reçu des critiques moyennes de la part de la presse spécialisée. Il est ensuite sorti sur Xbox One, PlayStation 4 et Windows en juin 2018.
En août 2018, le jeu dépasse le million d'exemplaires vendus.
Une suite intitulée Super Bomberman R 2 est sortie en 2023 sur PlayStation 4, PlayStation 5, Xbox One, Xbox Series, Microsoft Windows et Nintendo Switch.

## Système de jeu
Super Bomberman R possède un mode bataille qui permet de se battre avec des personnes en local ou avec des personnes du monde entier. En bataille locale, on peut choisir ses règles et son arène. On peut jouer jusqu'à 8 joueurs. 
Il y a aussi un mode histoire qui consiste à battre des ennemis, récupérer des clés ou sauver des Bomberman Rose. Il faut empêcher Buggler et ses sbires de détruire le monde. Une fois le mode aventure terminé, on peut acheter les boss Bomberman. 
Il y a une boutique permettant d'acheter des accessoires, des nouvelles arènes et des personnages, dont la plupart ont un avantage au combat (donner des coups de fouet, étourdir les ennemis, etc.). Certains font références à des séries de Konami, comme Simon Belmont et Dracula de Castlevania, Solid Snake, Big Boss ou encore Raiden de Metal Gear). 
Le dernier mode est le Grand Prix, disponible dès la version 2.0. Il permet de se battre en équipe. 

### Personnages jouables
Dès le début, les Bomberman blanc, noir, bleu, rouge, jaune, vert, bleu clair et rose sont disponibles. 
En échange de 10 gemmes, Bomber Simon Belmont, Vic Viper et Pyramide sont disponibles. 
En installant la version 2.0, les formes chromatique des huit premiers Bomberman sont disponibles. De nouveaux personnages, parfois des licences de Konami, parfois d'autres licences, sont disponibles au magasin. 
Enfin, en finissant le mode histoire, les boss Bomber Magnet, Bomber Golem, Bomber Fantôme, Bomber Karaoké et Bomber Plasma sont achetables à 5000 gemmes à l'unité.

## Super Bomberman R Online (2020-2022)
Super Bomberman R Online est un jeu vidéo de type free-to-play en version multijoueurs sorti d'abord le 1er septembre 2020 sur Stadia et enfin le 27 mai 2021 sur Nintendo Switch, PlayStation 4 et Xbox One.
Le 1er juin 2022, Konami annonce la fermeture du jeu en ligne prévue le 1er décembre à 01:00 du matin.